# 清水敬長
清水 敬長（しみず けいちょう、生没不詳）は、江戸時代中期の医師。山脇東洋の実弟。京都の人。通称は源吾。並河天民に儒と医を学ぶ。
敬長は渡邊弘堂（渡辺毅）、松原一閑斎と共に天民門の三傑と呼ばれている。
著作に『厥説』（山脇東洋撰の『養寿院医則』の中に収載）がある。また、『金匱玉函経』を延享3年（1746年）に翻刻した『金匱玉函経眞本』がある。この『金匱玉函経眞本』の翻刻は兄の山脇東洋が翻刻した『外台秘要方』と同年にあたる。